# 招隱
〈招隱〉，古琴曲，首見於《神奇秘譜》中的「太古神品」，據傳為左思所作。今有吳文光打譜的版本。

## 史料
被收錄於《神奇秘譜》、《風宣玄品》、《重修真傳琴譜》及《琴苑心傳全編》等譜中。

## 曲意
《神奇秘譜》：「臞仙按《琴史》曰：『是曲乃西晉時，左思字太沖，見天下溷濁，將招尋隱者，欲退不仕。乃作〈招隱〉，詩云：杖策招隱士，荒塗橫古今。巖穴無結構，丘中有鳴琴。白雪停陰岡，丹葩耀陽林。石泉漱瓊瑤，纖麟或浮沉。非必絲與竹，山水足淸音。何事待嘯歌，灌木自悲吟。秋菊兼餱糧，幽蘭間重襟。躊躇足力頃，聊欲投吾簪。又有招隱曲雲，山中鳴琴，萬籟聲沉沉，何泠泠，石熘寒泉縈心，未必絲竹如淸音。不如歸去，踟躕投吾簪。歸去來，丹葩耀林。歸去來，幽蘭澗深。灌木自吟，松竹陰。遑遑何之，三徑為君尋。籬下黃花散金，振衣躑躅彈冠塵，莫教雙鬂蕭蕭霜雪侵。故有是操。』」

## 演奏版本
- 《神奇秘譜》，吳文光打譜並錄音。[3][4]